# Pierre Karl Péladeau
 (octobre 2022).
L'article doit être relu — et modifié si nécessaire — par des contributeurs indépendants pour apporter un regard critique aux contributions effectuées en violation des conditions d'utilisation de Wikipédia, tant sur la forme (notamment concernant le style encyclopédique, la proportionnalité) que sur le fond (la neutralité de point de vue, la qualité et l'indépendance des sources).
Pour les articles homonymes, voir Péladeau.
Pierre Karl Péladeau, (parfois désigné par ses initiales PKP), né Pierre-Carl le 16 octobre 1961 à Montréal, est un homme d'affaires et homme politique québécois.
Fils du fondateur de Québecor, Pierre Péladeau, il prend la direction de l'entreprise en 1999, 18 mois après la mort de son père. 
Après avoir exercé sans salaire pendant un an les fonctions de président du conseil d'administration d'Hydro-Québec, il fait le saut en politique en 2014. Le 7 avril, il est élu député du Parti québécois à l'Assemblée nationale du Québec dans la circonscription de Saint-Jérôme. Le 15 mai 2015, il devient le huitième chef du Parti québécois, succédant ainsi à Stéphane Bédard, chef intérimaire, à titre de chef de l'opposition officielle à l'Assemblée nationale du Québec. Le 2 mai 2016, peu de temps après son divorce d'avec l'animatrice Julie Snyder, il démissionne de ses postes de chef du Parti québécois, de chef de l’opposition officielle et de député de Saint-Jérôme.

## Biographie

### Jeunesse
Pierre Karl Péladeau (né Pierre-Carl Péladeau) est le troisième enfant de Pierre Péladeau, homme d'affaires et fondateur de Québecor, et de Raymonde Chopin. Il a trois frères et trois sœurs, Érik (1955), Isabelle (1958-2013), Anne-Marie (1965), Esther (1977), Simon-Pierre (1978) et Jean (1991). Sa mère se suicide alors qu'il a 14 ans. Il n'abordera l'événement publiquement qu'en 2015, alors qu'il est candidat à la course à la direction du Parti québécois, dans le cadre de la Semaine nationale de prévention du suicide.
Il étudie à Montréal et à Paris, notamment à l'université Paris VIII. Il obtient un diplôme en sciences humaines du Collège Jean-De-Brébeuf, en philosophie de l'Université du Québec à Montréal et en droit de l'Université de Montréal (UdeM). Il change son prénom vers 1978 pour « Pierre Karl » (avec un K) par affinité idéologique avec Karl Marx,,, à l'époque à l'honneur.

### Carrière
En 1985, Pierre Karl Péladeau joint l'équipe de direction de Québecor. Il assure la direction de différentes filiales et réalise plusieurs acquisitions pour l’entreprise familiale cotée en bourse depuis 1972. Il s'occupe, entre autres, du développement des Imprimeries Quebecor inc. et de la papetière Donohue, filiale de Québecor de 1987 à 2000.
En 1991, il est nommé président de Groupe Quebecor inc., qui regroupe alors les secteurs de l'édition, de la distribution et de la vente au détail. En 1994, Pierre Karl Péladeau déménage à Paris afin de favoriser la croissance de l'entreprise en Europe. En 1998, son père étant décédé en décembre 1997, il pilote l'acquisition de Sun Media, hissant Québecor au rang de deuxième groupe de presse en importance au Canada. En 1999, le conseil d'administration de Québecor le nomme président et chef de la direction de l'entreprise. Cette même année, il réalise l'acquisition de World Color inc., l'un des plus importants groupes d'imprimeries aux États-Unis détenu par le gestionnaire de fonds KKR. 
En 2000, avec l'appui de la Caisse de dépôt et placement du Québec, il procède à l'acquisition du groupe Vidéotron, premier câblodistributeur au Québec, troisième au Canada et premier radiodiffuseur de langue française au pays (TVA).
En 2006, Vidéotron se lance dans la téléphonie sans filet déploie son propre réseau en 2010. Vidéotron devient ainsi le premier opérateur de nouvelle génération au Québec face aux trois grands joueurs traditionnels canadiens.
L'acquisition de Vidéotron donne naissance à la filiale Québecor Média, qui réunit les activités de télécommunications et de divertissement de l'entreprise. Cette acquisition permet d'ajouter une autre dimension à l'entreprise au modèle d'intégration vertical implanté par Pierre Péladeau, soit l'intégration horizontale avec la convergence des contenus et des modes de distributions comme de diffusion. 
En 2007, il pilote l'acquisition du groupe Osprey Media, l'un des plus importants éditeurs au pays, faisant ainsi de Québecor le plus grand éditeur de journaux au Canada.
Le 14 mars 2013, il quitte la direction de Québecor. Robert Dépatie, jusqu'alors chef de la direction de Vidéotron, est nommé, le 8 mai 2013, président et chef de la direction de Québecor et de Québecor Média.
Le 17 avril 2013, la première ministre du Québec, Pauline Marois, nomme Pierre Karl Péladeau président du conseil d'administration d'Hydro-Québec, charge qu'il occupe du 15 mai 2013 au 9 mars 2014.
Après son passage en politique québécoise, de 2014 à 2016, depuis le 16 février 2017, il est de nouveau nommé président et chef de la direction de Québecor. Il assure également la présidence de Vidéotron depuis juin 2021 et celle de Groupe TVA sur une base intérimaire depuis avril 2021. 
En janvier 2020, Pierre Karl Péladeau annonce que Québecor s'engage dans un chantier visant à électrifier 100 % du parc de voitures et de camions légers de l’ensemble de ses filiales comme, entre autres, Vidéotron et TVA.
Entre-temps, en 2019, il se porte acquéreur, à titre personnel, de Taxelco qui regroupe, entre autres, Taxi Diamond, Taxi Hochelaga et Téo Taxi. Cette dernière est une entreprise de transport par taxi qui propose des déplacements exclusivement par véhicules électriques.
Le 10 mars 2023, il se porte acquéreur, personnellement, des Alouettes de Montréal, après avoir été en tutelle par la Ligue canadienne de football. Il est le premier propriétaire francophone de la concession depuis le fondateur Joseph Dandurand.

### Politique
Son père était connu pour ses convictions nationalistes ; l'idéologie politique de Pierre Karl Péladeau a fait l'objet de nombreuses spéculations au cours des ans. Dans une série d'entrevues réalisées par le magazine L'Actualité en 2010, l'ancien premier ministre Bernard Landry croit qu'il est souverainiste. L'ancien premier ministre canadien et président du conseil d'administration de Québecor, Brian Mulroney, le considère plutôt comme un conservateur avec un petit « c » et un « Québécois très fier, qui voit un rôle pour le Québec au Canada et en Amérique du Nord ».
Au début de 2014, plusieurs rumeurs circulent à l'effet qu'il pourrait se lancer en politique sous la bannière du Parti québécois. Ces rumeurs sont démenties par le principal intéressé. Toutefois, peu après le déclenchement des élections, il annonce qu'il sera le candidat péquiste de la circonscription de Saint-Jérôme en vue de l'élection générale du 7 avril 2014, abandonnant simultanément ses fonctions au sein de divers conseils d'administration. Juste avant de s'engager activement en politique, il remet sa démission à titre de président du conseil d'administration de TVA, de Québecor Média et de vice-président du conseil de Québecor ainsi que de président du conseil d'administration de la société d'État Hydro-Québec.
L'annonce de la candidature de Pierre Karl Péladeau, qui est un partisan de l'indépendance du Québec, a l'effet d'un « tremblement de terre » au début de la campagne électorale. Le Globe and Mail de Toronto compare cette nouvelle à la décision de Lucien Bouchard de quitter le gouvernement Mulroney en 1990 ou à l'arrivée des trois colombes au Parti libéral du Canada en 1965.
Le 7 avril 2014, il est élu député du Parti québécois dans la circonscription de Saint-Jérôme. Il fait officiellement son entrée à l'Assemblée nationale le 26 mai 2014. Il y arrive en fauteuil roulant puisque toujours sous l'effet de huit fractures subies lors d'un accident de vélo survenu le 18 mai précédent. Depuis la démission de Pauline Marois le soir de l'élection à la tête du parti, le nouveau député est pressenti comme un candidat à la course à la chefferie. Le 27 novembre 2014, lors d'une conférence à l'Université de Montréal, il confirme qu'il sera de la course à la chefferie du Parti québécois. Le 15 mai 2015, il devient chef du Parti québécois, élu au premier tour, avec 57,6 % des voix et, par le fait même, chef de l'opposition officielle à l'Assemblée nationale du Québec.
Le 2 mai 2016, la peine dans l'âme, il quitte la politique pour des motifs familiaux.

### Philanthropie et engagements
À la tête de Québecor, Pierre Karl Péladeau s’occupe des engagements philanthropiques de l’entreprise qui, chaque année, appuie plus de 400 organismes et partenaires partout au Québec. Défenseur et promoteur de la culture québécoise et de la langue française, il leur alloue près de la moitié des contributions faites annuellement, suivant ainsi les enseignements de son père.
L'homme d'affaires assure également la présidence de la Fondation Chopin-Péladeau, une fondation familiale privée nommée à la mémoire de ses parents, Raymonde Chopin et Pierre Péladeau. Depuis plusieurs années, la fondation concentre ses appuis auprès d'organismes œuvrant en prévention du suicide.
Avec l’objectif de poursuivre le legs de son père à l’effet qu’il relève de la responsabilité des entreprises de contribuer à la création de la richesse collective, il marque la scène philanthropique québécoise en 2018 et en 2022 alors qu’il verse des dons majeurs au Centre hospitalier de l’Université de Montréal (CHUM) et à l’Université de Montréal.
Dans le cadre de sa campagne de financement « Donnons-nous le meilleur de la santé », la Fondation du CHUM annonce, le 13 février 2018, avoir reçu de Pierre Karl Péladeau et de Québecor un don de 15 millions de dollars. Il s’agit du plus important don de l’histoire de la fondation. En reconnaissance, le CHUM associe le nom de Pierre Péladeau à son tout nouvel amphithéâtre  inauguré en juin 2021.
Pierre Karl Péladeau manifeste également l’intention de soutenir la mission académique d'un haut lieu de savoir montréalais. Ce faisant, le 16 février 2022, le recteur de l’Université de Montréal, Daniel Jutras, déclare qu’un « nouveau chapitre de l’histoire philanthropique de l’Université de Montréal s’ouvre » puisque l’institution vient de se voir remettre un don historique de 40 millions de dollars de la part de Pierre Karl Péladeau, de la Fondation Chopin-Péladeau et de Québecor. Avec ces fonds, l’université crée le programme Millénium Québecor, un programme complet de sensibilisation, de formation et de soutien à l’entrepreneuriat, et prévoit la construction d’un bâtiment qui sera nommé en l’honneur du fondateur de Québecor.
Cinéphile, convaincu que le cinéma est le meilleur véhicule pour représenter et illustrer une nation et sa culture, Pierre Karl Péladeau est à l'origine et soutient financièrement « Éléphant : mémoire du cinéma québécois ». Lancé en 2008, le plus important projet philanthropique de Québecor a pour mission de restaurer, de numériser et de procurer une grande accessibilité aux films du répertoire québécois afin de garder vivant cet important patrimoine cinématographique. Sans Éléphant, plusieurs œuvres québécoises marquantes seraient pratiquement impossibles à visionner et donc, à partager aux prochaines générations. 
En 2012, il voit à la création de l’Espace musée Québecor. Situé au rez-de-chaussée du siège social montréalais de l’entreprise, l’espace, qui présente des expositions tout au long de l’année, est conçu dans le but d’offrir aux employés et aux visiteurs la possibilité de découvrir des œuvres de créateurs québécois.  
Il s’investit aussi au sein de l’écosystème entrepreneurial québécois en appuyant le démarrage d’entreprises qui participent à la diversification et à la croissance de l’économie du Québec. Il soutient les Bourses Pierre-Péladeau depuis leur création en 1999. À ce jour, ce sont plus de 2,3 M$ qui ont été remis à des étudiants entrepreneurs québécois et ainsi permis la mise sur pied de plus de 60 entreprises au Québec.
Pierre Karl Péladeau est l’idéateur de l’Institut de recherche sur l’autodétermination des peuples et les indépendances nationales (IRAI). Fondé en 2016 et présidé par le professeur et constitutionnaliste Daniel Turp, l’IRAI est un institut de recherche indépendant dont la mission est de réaliser, de diffuser, d’intervenir et de rendre accessibles des études sur l’autodétermination des peuples et les indépendances nationales afin d’améliorer les connaissances scientifiques et de favoriser un dialogue citoyen ouvert et constructif sur l’avenir des nations.

### Vie privée
En 1994, il se marie une première fois avec la fille d'un banquier français, Isabelle Hervet. La cérémonie est célébrée par Nicolas Sarkozy, alors maire de Neuilly-sur-Seine. Le couple se sépare en 2000. Un enfant est issu de cette union : Marie, née le 4 mars 2000.
De 2001 à 2016, il est en couple avec l'animatrice et femme d'affaires Julie Snyder. Le 10 janvier 2014, le couple annonce sa séparation. Ils se réconcilient en mai 2014 et annoncent leurs fiançailles à l'automne de la même année. Leur mariage est célébré le 15 août 2015 à la chapelle du Musée de l'Amérique francophone à Québec. La cérémonie est officiée par Régis Labeaume, maire de Québec, devant 400 invités dont plusieurs dignitaires et personnalités publiques. Le 25 janvier 2016, le couple annonce sa séparation. Ils ont deux enfants : Thomas, né le 17 mai 2005, et Romy, née le 19 octobre 2008. Céline Dion et René Angélil sont marraine et parrain de cette dernière.
Il est aujourd'hui en couple avec la mannequin et artiste Pascale Bourbeau. Ensemble, ils ont deux garçons : Henri Raphaël Péladeau Bourbeau, né le 7 juin 2020, et Gabriel Péladeau Bourbeau, né le 12 août 2021. 
Pierre Karl Péladeau est végétarien. 

## Résultats électoraux
|                                                                                               | Nom                       | Parti            | Nombre de voix | %      | Maj.  |
| --------------------------------------------------------------------------------------------- | ------------------------- | ---------------- | -------------- | ------ | ----- |
|                                                                                               | Pierre Karl Péladeau      | Parti québécois  | 13 647         | 36,8 % | 1 962 |
|                                                                                               | Patrice Charbonneau       | Coalition avenir | 11 685         | 31,5 % | -     |
|                                                                                               | Armand Dubois             | Libéral          | 7 400          | 20 %   | -     |
|                                                                                               | Vincent Lemay-Thivierge   | Québec solidaire | 3 991          | 10,8 % | -     |
|                                                                                               | Mathieu Trottier-Kavanagh | Option nationale | 200            | 0,5 %  | -     |
|                                                                                               | Bruno Morin               | Conservateur     | 151            | 0,4 %  | -     |
| Total                                                                                         | Total                     | Total            | 37 074         | 100 %  |       |
| Le taux de participation lors de l'élection était de 67,3 % et 640 bulletins ont été rejetés. |                           |                  |                |        |       |

## Décorations et distinctions
- 2005 : Médaille d'honneur de l’Assemblée nationale du Québec[54]
- 2013 : Chevalier de l'ordre de la Pléiade
- 2022 : Officier de l'Ordre national du Québec[55]

## Fortune
- 2,42 milliards de dollars canadiens en 2021[56] - 9e place dans le palmarès de 17 Québécois les plus riches.